# روزاريو كابريرا
روزاريو كابريرا (بالإسبانية: Rosario Cabrera)‏ هي فنانة مكسيكية، ولدت في 5 يونيو 1901 في مدينة مكسيكو في المكسيك، وتوفيت في 30 ديسمبر 1975 في بروغرسو، يوكاتان ‏ في المكسيك.